# Porphyrinia divisa
Porphyrinia divisa là một loài bướm đêm trong họ Noctuidae.